# Sites mégalithiques de la Meuse
Cet article présente la liste des sites mégalithiques de la Meuse, en France.
| \| Bar-le-Duc Commercy Verdun \| Répartition géographique des sites mégalithiques. · : dolmen - : menhir |
| Bar-le-Duc Commercy Verdun                                                                               |

## Inventaire
| Monument                   | Commune                 | Remarque | État / Protection | Localisation                | Illustration        |
| -------------------------- | ----------------------- | -------- | ----------------- | --------------------------- | ------------------- |
| Menhir de Woinville        | Buxières-sous-les-Côtes |          | Inscrit MH (2000) | 48° 53′ 50″ N, 5° 39′ 28″ E | Menhir de Woinville |
| Grosse Borne               | Chauvoncourt            | menhir   | Inscrit MH (2000) | 48° 54′ 14″ N, 5° 30′ 39″ E |                     |
| Menhir de Mécrin           | Mécrin                  |          | Inscrit MH (2000) | 48° 48′ 45″ N, 5° 32′ 18″ E | Menhir de Mécrin    |
| Hotte du Diable            | Milly-sur-Bradon        | menhir   |                   | 49° 23′ 41″ N, 5° 12′ 31″ E |                     |
| Dolmen du Ruissard,        | Montplonne              |          | Inscrit MH (2000) | 48° 41′ 03″ N, 5° 10′ 43″ E |                     |
| Menhir de Champ l'Alouette | Montplonne              |          | Inscrit MH (2000) |                             |                     |
| Menhir le Corrois          | Montplonne              |          | Inscrit MH (2000) | 48° 41′ 11″ N, 5° 09′ 30″ E |                     |
| Menhir de Champ l'Écuyer   | Nant-le-Grand           |          | Classé MH (1924)  | 48° 40′ 52″ N, 5° 12′ 03″ E |                     |
| Menhir de la Chèvre        | Nant-le-Grand           |          | Inscrit MH (2000) | 48° 41′ 25″ N, 5° 12′ 30″ E |                     |
| Menhir de la Pierre l'Ogre | Nant-le-Grand           |          | Classé MH (1924)  | 48° 41′ 12″ N, 5° 12′ 17″ E | Pierre de l'Ogre    |
| Menhir de la Queue         | Nant-le-Grand           |          | Inscrit MH (2000) | 48° 41′ 27″ N, 5° 12′ 29″ E |                     |
| Allée couverte             | Rumont                  |          | détruite          |                             |                     |
| Pierre de la Dame Schone   | Saint-Mihiel            | menhir   | Classé MH (1889)  | 48° 54′ 19″ N, 5° 37′ 16″ E |                     |